# Andrea della Valle (kardynał)
Andrea della Valle (ur. 29 listopada 1463 w Rzymie, zm. 3 albo 4 sierpnia 1534 tamże) – włoski kardynał.

## Życiorys
Urodził się 29 listopada 1463 roku w Rzymie, jako syn Filippoa della Valle i Girolamy Margani. W młodości otrzymał święcenia subdiakonatu i został kanonikiem w bazylice watykańskiej. 2 grudnia 1496 roku został wybrany biskupem Crotone. W latach 1503–1505 był regentem Kancelarii Apostolskiej, a za czasów Juliusza II był sekretarzem papieskim. W 1508 roku został przeniesiony do diecezji Mileto i pełnił tam posługę do 1523 roku. 1 lipca 1517 roku został kreowany kardynałem prezbiterem i otrzymał kościół tytularny Sant'Agnese in Agone. Pełnił rolę administratora apostolskiego Caiazzo (1517–1518), Gallipoli (1518–1524), Nicastro (1518), Valvy (1519–1522) i Umbriatico (1521–1522). W 1520 roku został archiprezbiterem bazyliki liberiańskiej, a cztery lata później został kamerlingiem Kolegium Kardynałów i pozostał nim przez dwie roczne kadencje. W okresie 1522–1524 ponownie sprawował urząd biskupa Crotone. W 1525 roku otwierał i zamykał obchody Roku Jubileuszowego. Klemens VII mianował go legatem w Neapolu, a następnie kardynał uczestniczył w sporach papieża z Colonnami i Karolem V. 21 kwietnia 1533 roku został podniesiony do rangi kardynała biskupa i otrzymał diecezję suburbikarną Albano. Zmarł 3 albo 4 sierpnia 1534 roku w Rzymie.